# Sphaeropleales incertae sedis
Sphaeropleales incertae sedis, obuhvaćao je dva monotipska roda zelenih algi čija porodična pripadnost u redu Sphaeropleales još nije utvrđena. Nijedna od ovih algi nije morska, jedna je slatkovodna (Polyedriopsis), a druga terestrijalna (Pharao desertorum), otkrivena je u pustinjskim oazama Egipta i opisana tek 2018. godine.
Rod Pharao A.A.Saber, Fucíková, H.McManus, Guella & Cantonati, danas je uključen je u porodicu Radiococcaceae.